# Dílofo (Réthymnon)
Dílofo, en grec moderne : Δίλοφο, est un village du dème de Réthymnon, en Crète, en Grèce. Selon le recensement de 2011, la population de Dílofo compte 61 habitants. Le village est situé à une altitude de 220 m et à 7 km de Réthymnon.